# Myron W. Krueger
Myron Krueger (Gary, Indiana, 1942) é um artista digital americano que desenvolveu alguns das primeiras instalações interactivas. É considerado um dos pioneiros na investigação da realidade virtual e realidade aumentada.